# Inga eglandulosa
Inga eglandulosa là một loài thực vật có hoa trong họ Đậu. Loài này được T.S.Elias miêu tả khoa học đầu tiên.